# Hermann Tilke
Hermann Tilke (* 31. prosince 1954 Olpe) je německý architekt, návrhář závodních okruhů a automobilový závodník.
Jako závodní jezdec se zúčastnil proslulého podniku 24h Nürburgring na slavné severní smyčce okruhu Nürburgring. Mnohem více však prospěl jako dvorní architekt seriálu formule 1. V současnosti patří mezi nejvytěžovanější návrháře závodních okruhů vůbec. Krom budování nových závodišť se však věnuje i upravování starších tratí do vhodnějších podob - kompletně přebudoval třeba německý Hockenheimring, který se změnil od původní verze k nepoznání - či konzultování o podobě závodišť, jejichž vzhled je jen těžko změnitelný (zejména městské okruhy).
Návrhy tratí:
| Rok  | Okruh                          | Lokace                            |
| ---- | ------------------------------ | --------------------------------- |
| 1999 | Sepang International Circuit   | Malajsie, Kuala Lumpur            |
| 2004 | Bahrain International Circuit  | Bahrajn                           |
| 2004 | Shanghai International Circuit | Čína, Šanghaj                     |
| 2005 | Istanbul Racing Circuit        | Turecko, Istanbul                 |
| 2008 | Marina Bay Street Circuit      | Singapur                          |
| 2008 | Valencia Street Circuit        | Španělsko, Valencie               |
| 2009 | Yas Marina                     | Spojené arabské emiráty, Abú Zabí |
| 2010 | Korean International Circuit   | Jižní Korea, Yeongam              |

Krom těchto okruhů ještě výrazně přepracoval rakouský Red Bull Ring, japonskou Fudži a již výše zmiňovaný Hockenheimring. Zároveň se podílel i na rekonstrukcích okruhů Silverstone, Jacarepaguá, Donnington, Catalunya, Monza, Nürburgring a Motor de Aragon.